# Joan Baptista Cardona Prades
Joan Baptista Cardona Prades (Rossell, Baix Maestrat, 1945) és un polític valencià, senador per Castelló en la VIII i IX legislatures 

## Biografia
Ha treballat com a professor de matemàtiques d'Educació Secundària Obligatòria. Ha estat membre de la Comissió Mixta Ministeri d'Educació-Generalitat per a traspassos en educació i Ponent de l'Estatut del Professorat de la Generalitat de Catalunya.
Militant del PSPV-PSOE, ha estat regidor de l'ajuntament de Rossell el 1991-1999, i senador per la província de Castelló a les eleccions generals espanyoles de 2004 i 2008, on ha estat vicepresident primer de la Comissió d'Educació i Ciència i vocal en la comissió mixta per a l'estudi del problema de les drogues. A les eleccions municipals espanyoles de 2015 fou el cap de llista del PSPV a Vistabella del Maestrat, però no fou escollit.